# Che cosa è successo tra mio padre e tua madre?
Che cosa è successo tra mio padre e tua madre? (Avanti!) è un film del 1972 diretto da Billy Wilder.
La pellicola è una coproduzione italo-statunitense ed è interamente ambientata e girata in Italia.

## Trama
Wendell Armbruster Jr., erede di un magnate di Baltimora con interessi nell'industria e nell'attività estrattiva, arriva un sabato a Ischia per recuperare il corpo del padre, ivi deceduto in un incidente d'auto.
Il padre, noto in patria per la sua reputazione impeccabile, per oltre dieci anni aveva trascorso quattro settimane all'anno a Ischia, dove per tutto quel tempo aveva tenuto una relazione con una donna inglese, morta anch'essa nell'incidente, di modesta estrazione sociale (faceva la manicure all'Hotel Savoy di Londra). Wendell lo scopre presto, rimanendo incredulo, e conosce la romantica Pamela Piggott, figlia dell'amante del padre, anch'essa a Ischia per i funerali della madre. Dopo numerosi contrasti e battibecchi, se ne innamorerà a sua volta.
La salma del padre deve essere trasportata entro il martedì successivo a Baltimora, essendo già stato programmato un solenne funerale che verrà seguito via TV dalle migliaia di dipendenti delle imprese dell'industriale e al quale parteciperanno i massimi esponenti del mondo economico e politico. Wendell si trova di fronte a una serie di problemi apparentemente insolubili negli stretti tempi impostigli dalle circostanze, a cui provvederà l'onnipresente, servizievole e pieno di risorse Carlo Carlucci, direttore dell'hotel.
La bara per il trasporto aereo deve avere caratteristiche speciali; quel tipo di feretri viene prodotto da una sola azienda in Italia, e pare che a Napoli non ve ne siano di disponibili. Il trasporto necessita inoltre del benestare di un magistrato, ma è sabato e gli uffici sono chiusi.
Bruno, un addetto alle pulizie dell'albergo, tenta un ricatto mostrando a Wendell fotografie in cui si vedono il padre e l'amante che nuotano nudi, al sorgere del sole, verso uno scoglio. Wendell e Pamela saranno a loro volta ricattati dall'addetto alle pulizie che li ha fotografati in situazioni compromettenti.
I proprietari della vigna dove è caduta la Fiat 500 su cui viaggiavano il padre e la sua amata sequestrano i corpi e pretendono un indennizzo per i danni alla vigna, compresi quelli che la presenza di cadaveri procurerà al vino, secondo una credenza locale.
Quando Bruno viene ucciso da Anna, una cameriera siciliana da lui messa incinta, il giovane Wendell accetta l'idea di Pamela e, il giorno stabilito, parte per gli Stati Uniti, ma il corpo nella bara non è quello di Wendell senior, bensì quello dell'addetto alle pulizie: nessuno se ne accorgerà essendo la bara già sigillata e tale rimarrà anche al funerale solenne. Il vero corpo del defunto riposerà nell'isola a fianco a quello della compagna, interrati nello spazio del cimitero riservato alla famiglia Carlucci; inoltre, Carlucci terrà prenotata per Wendell jr. e Pamela la stessa camera nello stesso periodo ogni anno.

## Produzione
La sceneggiatura è basata su una "farsa di Broadway dalla vita breve"  ambientata a Roma e scritta da Samuel Taylor.
Le vicende del film si svolgono a Ischia, dove è stata girata la maggior parte delle scene. Vi sono rappresentati angoli suggestivi quali Ischia Ponte, con Pamela Piggot mentre corre con un gelato in mano tra le stradine del borgo antico, gli scogli di Sant'Anna, sui quali Wendell viene sedotto da Pamela, e Forio, con la chiesa del Soccorso a picco sul mare dove, alla presenza di un giovane Pippo Franco nelle vesti di Matarazzo, un funereo impiegato comunale, Wendell e Pamela vengono chiamati per il riconoscimento dei genitori.
Gli interni che rappresentano l'Hotel Excelsior sono stati girati a Sorrento mentre l'eliporto della scena finale è in realtà il piazzale del Faro di Punta Carena a Capri.
Pamela Piggot passa in carrozza inizialmente per un vicolo di Sorrento, poi davanti al cinema di Forio dove proiettano un film d'amore, e quando scappa inseguita dai pescatori, che riconoscono in lei la giovane che nuotava nuda il giorno prima con Wendell e la prendono per una donna di facili costumi, si trova prima a Ischia Porto, poi ad Atrani, vicino ad Amalfi, e infine a Lacco Ameno, dove Matarazzo le dà un passaggio sulla Vespa, aiutandola a sfuggire agli inseguitori.
Billy Wilder pensò originariamente a Marcello Mastroianni per la parte di Carlucci e sperava di convincere Walter Matthau a recitare una particina. Dopo che Mastroianni aveva rifiutato, il regista tentò con Nino Manfredi e Romolo Valli, ma li scartò temendo che il loro accento italiano sarebbe stato troppo marcato per il pubblico americano.
Il film è la quinta di sette collaborazioni tra Wilder e Lemmon.

## Colonna sonora
Nella colonna sonora si ripetono spesso i motivi Un'ora sola ti vorrei di Umberto Bertini e Paola Marchetti (1938) e Senza fine (1961) di Gino Paoli.

## Origine del titolo
Nella versione originale del film (in inglese), nella scena in cui Wendell Armbruster Jr. dichiara il suo amore a Pamela, egli si esprime in italiano, chiedendole «permesso» (sottinteso di baciarla) per due volte; alla fine Pamela cede e risponde «avanti», parola che diventa il titolo del film; segue il bacio sulle note di Senza fine.

## Riconoscimenti
- 1973 - Golden Globe
  - Miglior attore in un film commedia o musicale a Jack Lemmon
  - Candidatura al miglior film commedia o musicale
  - Candidatura al miglior regista a Billy Wilder
  - Candidatura alla miglior attrice in un film commedia o musicale a Juliet Mills
  - Candidatura al miglior attore non protagonista a Clive Revill
  - Candidatura alla miglior sceneggiatura a Billy Wilder e I. A. L. Diamond
- 1972 - Writers Guild of America Award
  - Candidatura alla miglior sceneggiatura adattata (commedia) a Billy Wilder e I. A. L. Diamond